# Ostromęcko
Ostromęcko (niem. Reichssiedlung Kölzig) – kolonia w Polsce położona w województwie zachodniopomorskim, w powiecie choszczeńskim, w gminie Bierzwnik. Kolonia jest siedzibą sołectwa Ostromęcko, obejmujące miejscowości: Kołecko, Krzywin i Ostromęcko. Sołectwo Ostromęcko wydzielono z sołectwa Kolsk w 2010 roku.
W latach 1975–1998 miejscowość administracyjnie należała do województwa gorzowskiego. 
Kolonia leży ok. 2 km na północ od Kolska, nad południowym brzegiem jeziora Bierzwnik.